# Тинберген, Ян
Ян Тинберген (нидерл. Jan Tinbergen; 12 апреля 1903, Гаага — 9 июня 1994, Гаага) — голландский экономист.
Он и Рагнар Фриш стали первыми обладателями Нобелевской премии по экономике в 1969 году «за создание и применение динамических моделей к анализу экономических процессов».

## Биография
Ян родился 12 апреля 1903 года. Младшие братья Тинбергена также стали видными учёными: этолог и орнитолог Николас Тинберген (1907—1988) — лауреат Нобелевской премии по физиологии и медицине (1973); Люк Тинберген (1916—1955) — известный орнитолог.
После средней школы в Гааге Ян окончил физический факультет Лейденского университета в 1926 году. Докторскую степень получил в 1929 году в том же вузе — в его диссертации рассматривались проблемы нахождения экстремума в физике и экономике, а научным руководителем выступил физик-теоретик Пауль Эренфест. Первая работа Яна в 1930 году исследует паутинообразную модель.
С 1931 года Тинберген преподаёт статистику в Амстердамском университете, а в 1933 году занимает должность профессора Нидерландской школы экономики в Роттердаме в Университете Эразма Роттердамского.
С 1930 года начал работать в подразделении по изучению деловых циклов при голландском Центральном статистическом бюро, с перерывом в 1936—1938 годах работал в Женеве на Лигу Наций, где анализировал экономику Голландии. В 1945—1955 годах был директором Центрального бюро статистики в Гааге.
В 1947 году занимал пост президента Эконометрического общества .
В 1966—1975 годах руководил Комиссией ООН по планированию развития.
С 1969 года — член-корреспондент Британской академии.
В 1973—1975 годах — профессор по международному сотрудничеству Лейденского университета.

## Научное творчество
Паутинообразная модель

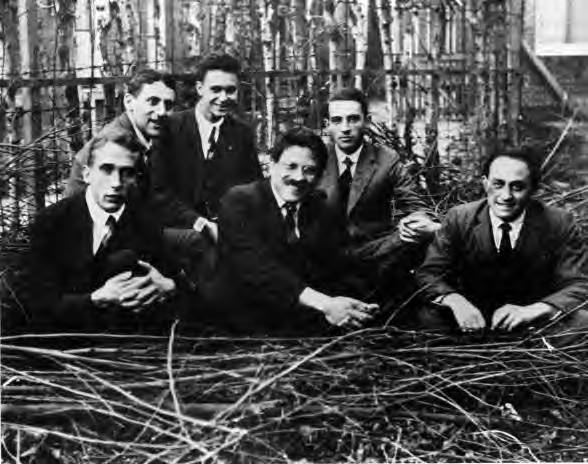
Студенты Лейденского университета, 1924 год. Третий слева — Ян Тинберген

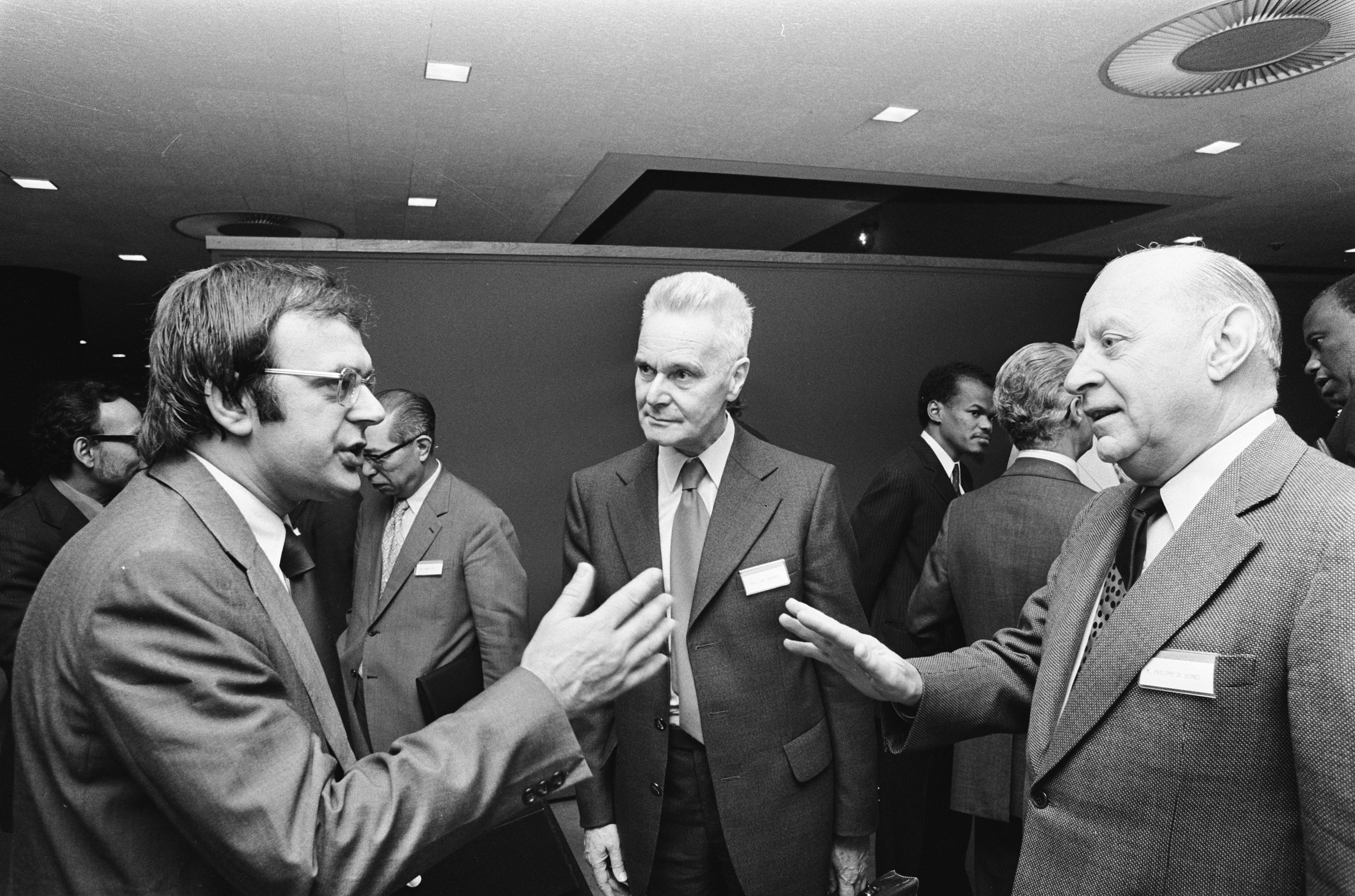
Министр Ян Пронк, Тинберген на симпозиуме в Гааге, 23 мая 1975 год

Тинберген является одним из авторов паутинообразной модели, которая объясняет регулярные циклические колебания производства и цен некоторых товаров, впервые описав её параллельно с американским экономистом Г. Шульцем и итальянским экономистом У. Ричи в 1930 году. Паутинообразная модель демонстрирует, что при совершенной конкуренции цены устанавливаются на основе колебаний спроса и предложения, производство и цены на товары с небольшим сроком хранения вне состояния равновесия не обязательно возвращаются к нему. Название модели было предложено американским экономистом Н. Калдором на основании того, что график кривых, отражающих изменения цен, образовывают паутину.
Теория экономических циклов
В 1932 году Ян Тинберген выступил c идеей, что инвестиционные ожидания участников рынка являются по своей сути рациональными и могут описываться соответствующей экономической моделью:

«В некоторых случаях эти [инвестиционные] ожидания могут быть заменены экономико-теоретическими умозаключениями, определёнными константами и реальными переменными. Например, для случайной переменной рациональное ожидание представляет собой математическое ожидание, то есть определённую константу. Другой пример — переменная, которая реализуется в соответствии с каким-либо законом с определённым уровнем аппроксимации. Такие ожидания могут быть заменены (временными) рядами, в которых применяются текущие значения переменной и производных от неё инструментов».

Тинберген писал:

«Можно задаться вопросом, что является детерминантом инвестиций: ожидания прибыли или же, напротив, ранее полученные прибыли. Хотя ответ на этот вопрос однозначен, мне все же кажется, что ключевыми факторами ожиданий являются уже полученные ранее прибыли».

Он выдвинул гипотезу и эмпирически показывал, что текущие биржевые цены могут неплохо использоваться для предсказания будущих котировок.
В 1939 году, разработав статистический аппарат множественной регрессии, по заказу Лиги Наций Тинберген проводит исследование деловых циклов, которое принято считать началом применения современных статистических методов в эконометрике. Проект Лиги Наций, естественно, был направлен не на решение проблем эконометрической методологии, а на поиски выхода из острейших социальных проблем, связанных с инвестиционным кризисом. Ставилась задача оценить причины экономических флуктуаций, а так как различные факторы воздействуют одновременно, элементарные статистические методы (одномерные временные ряды или сравнение нескольких рядов) в этом случае не могут использоваться.
Тинберген применял множественные корреляции, не задаваясь вопросом об их методологической корректности. Его подход можно описать как прагматическое исследование в позитивистских традициях. На первом этапе своего исследования Тинберген проверял теоретические ожидания влияний тех или иных переменных в изолированных регрессионных уравнениях, а на втором — объединял их в систему. Далее он проверял, насколько окончательная редуцированная форма (после ряда подстановок) описывает существующие флуктуации.
Дискуссия с Кейнсом
Широко известна дискуссия Дж. М. Кейнса с Тинбергеном, которая началась в 1939 году статьёй Кейнса «Professor Tinbergen’s Method» в журнале The Economic Journal и продолжалась в цикле статьёй разных авторов (в ней принял участие и молодой Милтон Фридман). Однако многие считают, что более интересное изложение этой дискуссии (в силу большей откровенности) было в частной переписке между Кейнсом и Тинбергеном, в настоящее время опубликованной в Кембриджском издании сочинений Кейнса. Смысл дискуссии составлял обсуждение философии и методологии эконометрики, и экономики вообще. Кейнс в письмах рассматривает экономику не столько как «науку о мышлении в терминах моделей», сколько как «искусство выбора соответствующих моделей» (моделей, соответствующих постоянно меняющемуся миру). Эта дискуссия стала во многом определяющей для развития эконометрики.
Гравитационная модель внешней торговли
Тинберген впервые использовал гравитационную модель внешней торговли в своей работе 1962 года. В применяемой модели объём экспорта из одной страны в другую связан со следующими переменными: ВВП экспортирующей страны, ВВП импортирующей страны, географическое расстояние между двумя странами:
{\displaystyle E_{ij}=GY_{i}^{\beta _{1}}Y_{j}^{\beta _{2}}D_{ij}^{\beta _{3}}{\ }},
где {\displaystyle E_{ij}} — экспорт из страны i в страну j, Yi — ВВП страны i, Yj — ВВП страны j, {\displaystyle D_{ij}} — расстояние между странами i и j.
Общественная деятельность
В 1992 году подписал «Предупреждение человечеству».